# Canton (Connecticut)
Canton es una comuna ubicada en el condado de Hartford en el estado estadounidense de Connecticut. En el año 2000 tenía una población de 8.840 habitantes y una densidad poblacional de 156 personas por km².

## Geografía
Canton se encuentra ubicada en las coordenadas 41°51′42″N 72°54′33″O / 41.86167, -72.90917.

## Demografía
Según la Oficina del Censo en 2000 los ingresos medios por hogar en la localidad eran de $65,013, y los ingresos medios por familia eran $80,533. Los hombres tenían unos ingresos medios de $49,980 frente a los $37,652 para las mujeres. La renta per cápita para la localidad era de $33,151. Alrededor del 2.7% de la población estaban por debajo del umbral de pobreza.